# Gita Sahgal
Gita Sahgal (Bombay, 1956/1957) es una escritora y periodista india especializada en temas de feminismo, fundamentalismo y racismo. Es directora de documentales y defensora de los derechos de las mujeres y de los derechos humanos.
Ha sido cofundadora y miembro activo de diversas organizaciones de mujeres. También ha sido jefa de la Unidad de Género de Amnistía Internacional y se ha opuesto a la opresión de las mujeres, en particular por parte de los fundamentalistas religiosos.
En febrero de 2010, fue suspendida por Amnistía como jefa de su Unidad de Género después de que The Sunday Times la mencionara criticando a Amnistía por su asociación con Moazzam Begg, director del grupo de campaña Cage (anteriormente denominado Cageprisoners), que representaba a hombres detenidos en Guantánamo sin haber sido sometidos a juicio. Ella se refería a él como "el partidario más famoso de los talibanes en Gran Bretaña". Amnistía explicó que fue suspendida "por no plantear estos temas internamente". En su defensa hablaron el escritor Salman Rushdie, el periodista Christopher Hitchens, entre otros, que también criticaron a Amnistía por esta afiliación. Begg rechazó tales afirmaciones sobre sus conexiones yihadistas diciendo que no consideraba terrorista a nadie que no hubiera sido condenado por terrorismo.
Sahgal abandonó Amnistía Internacional el 9 de abril de 2010.

## Biografía

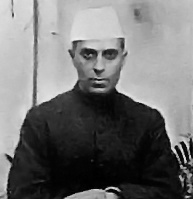
Tío abuelo de Sahgal, ex primer ministro indio Jawaharlal Nehru

Sahgal nació en India y es hija de la novelista Nayantara Sahgal. Se crio como hindú aunque actualmente se considera atea. Es sobrina nieta del ex primer ministro indio Sri Pandit Jawaharlal Nehru y nieta de su hermana Vijaya Lakshmi Pandit. Educada inicialmente en India, se trasladó a Inglaterra en 1972, donde asistió y se graduó en la Escuela de Estudios Orientales y Africanos en Londres. Regresó a la India en 1977 y comenzó a trabajar en el movimiento de derechos civiles. Regresó a Inglaterra en 1983. 

## Carrera

### Activismo

#### Organizaciones de mujeres
En 1979, cofundó Southall Black Sisters, una organización sin fines de lucro con sede en Southall, West London.
En 1989 cofundó y participó con Mujeres contra el Fundamentalismo. Ha criticado a Gran Bretaña por proteger solo el cristianismo y sus leyes contra la blasfemia. Considera que excluir la protección de las religiones de los inmigrantes contribuye al crecimiento del sectarismo y al hecho de que los inmigrantes se vean atraídos hacia es fundamentalismo religioso. 

#### Violaciones como arma de guerra
Hablando sobre el uso de la violación en los conflictos étnicos, Sahgal dijo en 2004 que tales agresiones no suelen ser un medio de tomar a las mujeres como "botín de guerra" o satisfacer necesidades sexuales. Dijo que la violación se usa intencionalmente como una forma de perturbar la sociedad conquistada y aumentar el territorio de conquista de otros grupos étnicos mediante la impregnación de las mujeres conquistadas.

#### Prostitución e intentos de mantenimiento de la paz
Sahgal se pronunció en 2004 sobre el aumento de la prostitución y los abusos sexuales asociados con las fuerzas de intervención humanitaria. Manifestó que: "El problema con la ONU es que, lamentablemente, las operaciones de mantenimiento de la paz parecen estar haciendo lo mismo que hacen otros ejércitos. Incluso los guardianes deben ser vigilados".

#### Invasión de Irak; su opinión sobre la bahía de Guantánamo
Sahgal, que estuvo en contra de la invasión de Irak de 2003 por parte de Estados Unidos y sus aliados, también ha condenado la detención sin juicio y la tortura de hombres musulmanes en la bahía de Guantánamo. Le dijo a Moazzam Begg, ciudadano británico y ex detenido en la Bahía de Guantánamo, que estaba "horrorizada y consternada" por el trato que él y otros detenidos habían recibido. 

#### Laicismo
Sahgal es la directora ejecutiva del Center for Secular Space y socia honoraria de la National Secular Society.

### Productora de cine y escritora
Entre sus diversos escritos, en 1992, contribuyó y coeditó en Gran Bretaña el libro Refusing holy orders : women and fundamentalism in Britain (Rechazando las órdenes sagradas: Mujeres y fundamentalismo), con Nira Yuval-Davis.
En 2002, produjo Tying the Knot. El documental fue encargado por la Oficina de la Commonwealth del Ministerio de Relaciones Exteriores y de la Mancomunidad de Naciones del Reino Unido, creada para gestionar el problema de las víctimas británicas de matrimonio forzado que habían sido, o podían ser, llevadas al extranjero para casarse en contra de su voluntad. Sahgal dijo que no se oponía a los matrimonios concertados a menos que las personas involucradas fueran secuestradas o sometidas a abuso físico o emocional.
Saghal también hizo Unprovoked, una película documental sobre el caso de Kiranjit Ahluwalia, para la serie documental Dispatches de Channel 4. Ahluwalia era una mujer punyabi traída al Reino Unido para un matrimonio concertado que sufrió abusos continuados por parte de su marido. Para sobrevivir, lo mató, prendiéndole fuego mientras estaba borracho y dormido.
Además, Sahgal produjo el documental británico The War Crimes File, sobre las atrocidades cometidas durante la Guerra de Liberación de Bangladés de 1971.

## Controversia con Amnistía Internacional

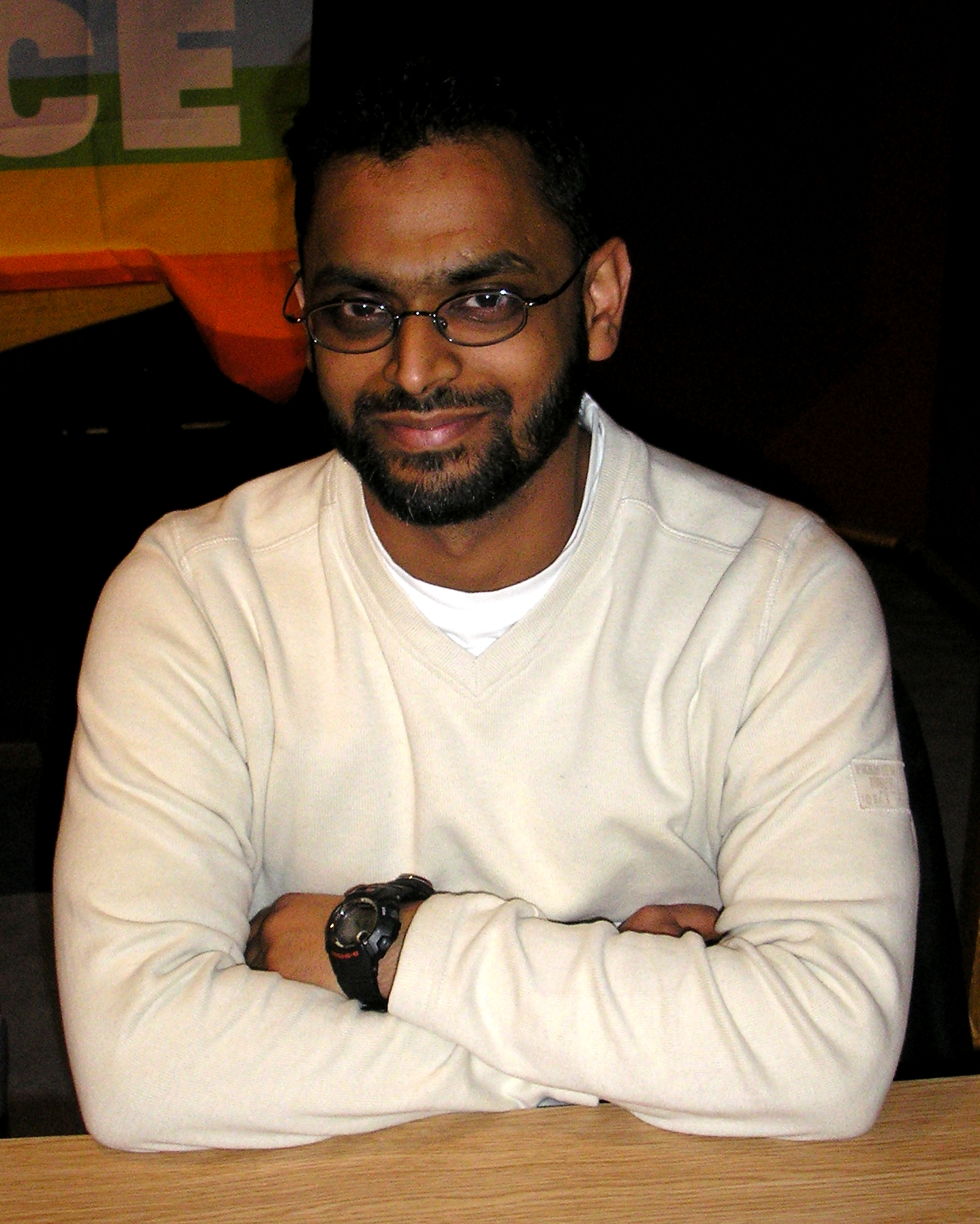
Moazzam Begg

### La crítica pública de Sahgal
Sahgal se incorporó al personal de Amnistía Internacional en 2002 y al año siguiente se convirtió en jefa de su unidad de género. Llamó la atención pública en febrero de 2010, después de que The Sunday Times la citara en un artículo sobre Amnistía y la organización decidiera suspenderla por haber criticado a Amnistía por su asociación con Moazzam Begg, el director de Cageprisoners, que representa a hombres detenidos sin que se haya celebrado juicio previo. "Aparecer en público con el partidario de los talibanes más famoso del Reino Unido, Begg, a quien tratamos como un defensor de los derechos humanos, es un grave error de juicio", dijo. Sahgal argumentó que al asociarse con Begg y Cageprisoners, Amnistía estaba poniendo en duda su reputación en materia de derechos humanos. "Como ex detenido en Guantánamo, era legítimo escuchar sus experiencias, pero como partidario de los talibanes es absolutamente erróneo legitimarlo como socio", dijo Sahgal Comentaba que había planteado el asunto a Amnistía en varias ocasiones durante dos años, sin que se la hubiera escuchado. Unas horas después de la publicación del artículo, Sahgal fue suspendida de su cargo. La directora de Law and Policy de Amnistía, Widney Brown, señaló más tarde que Sahgal le había planteado personalmente sus preocupaciones sobre Begg y Cageprisoners por primera vez unos días antes de compartirlas con el Sunday Times.
Sahgal emitió un comunicado diciendo que sentía que Amnistía se estaba jugando su reputación al asociarse y legitimar políticamente a Begg, porque Cageprisoners "promueve activamente las ideas y a las personas de la derecha islámica". Manifestaba que el problema no trataba sobre la "libertad de expresión de Begg, ni sobre su derecho a proponer sus puntos de vista: él ya ejerce estos derechos plenamente como debería". La cuestión es ... la importancia de que el movimiento de defensa de derechos humanos mantenga una distancia objetiva de grupos e ideas que están comprometidos con la discriminación sistemática y socavan de manera fundamental la universalidad de los derechos humanos." La controversia provocó respuestas de políticos, del escritor Salman Rushdie y del periodista Christopher Hitchens, entre otros, que criticaron la asociación de Amnistía con Begg.
Después de su suspensión y la controversia, Sahgal fue entrevistada por numerosos medios y atrajo simpatizantes internacionales. Fue entrevistada en National Public Radio (NPR) el 27 de febrero de 2010, donde habló de las actividades de Cageprisoners y por qué consideraba inapropiado que Amnistía se asociara con Begg. Señaló que Asim Qureshi de Cageprisoners había apoyado a la jihad global en un mitin de Hizb ut-Tahrir. Dijo asimismo que un best-seller en la librería de Begg era uno de los libros de Abdullah Azzam, mentor de Osama bin Laden y fundador de la organización terrorista Lashkar-e-Toiba.
En otra entrevista para el periódico indio Daily News & Analysis, Sahgal dijo que, como Quereshi confirmó el apoyo de Begg a la jihad global en un programa del Servicio Mundial de la BBC, "estas cosas podrían haberse declarado en su presentación [de Begg]" con Amnistía. Dijo que la librería de Begg había publicado El ejército de Medina, que ella caracterizó como un manual de la jihad de Dhiren Barot.

### Respuesta de Amnistía
Amnistía respondió a través de su página web con una declaración del Secretario General en funciones, Claudio Cordone: 
"[Sahgal] fue suspendida por no plantear esta cuestión internamente... [Begg] tiene su propia opinión,... no es la de Amnistía Internacional... A veces las personas cuyos derechos defendemos puede que no compartan los puntos de vista de otros - pero todos ellos tienen derechos humanos, y todos los derechos humanos deben ser defendidos."
Widney Brown de Amnistía también habló en el programa NPR sobre Sahgal. Dijo que los libros vendidos en su librería no significaban que él no fuera "una voz legítima sobre los abusos de la Bahía de Guantánamo". Respondiendo a la observación del entrevistador de que Amnistía había patrocinado las giras de conferencias de Begg en Europa, dijo que debido a que Begg fue uno de los primeros detenidos liberados, se le consideraba importante para enfrentarse al secretismo de la Bahía de Guantánamo. Brown dijo que, como ciudadano británico, Begg tiene "una voz increíblemente eficaz para hablar con los gobiernos de Europa sobre la importancia de" que acepten a detenidos procedentes de Guantánamo. A la vez elogió el trabajo de Sahgal, diciendo: 
"No hay duda al respecto. Gita es muy inteligente, y tiene una gran capacidad analítica. Ha hecho un gran trabajo para nosotros. Y creo que la verdadera tragedia de esta situación es el haberlo hecho público, sabiendo que estábamos considerando el tema significa de hecho que tal vez ella está minimizando su propia labor.
La directora de políticas de la secretaría internacional de Amnistía, Anne Fitzgerald, cuando se le preguntó si pensaba que Begg era un defensor de los derechos humanos, dijo: “Es algo de lo que habría que hablar con él. No tengo información suficiente para responder a esa pregunta". En abril de 2010, Amnistía distribuyó internamente una declaración en la que decía: 
"Como resultado de diferencias irrenconciliables sobre la política a seguir entre Gita Sahgal y Amnistía Internacional en relación a la relación de esta última con Moazzam Begg y Cageprisoners, se ha acordado que Gita abandone Amnistía Internacional el 9 de abril de 2010".

### Respuesta de Begg
Begg dijo de los talibanes: “Necesitamos estar en contacto con aquellas personas que nos resultan más desagradables. No considero a nadie terrorista hasta que no hayan sido acusados y condenados por terrorismo”.
Begg señaló que trabajaba con grupos dedicados a empoderar a las mujeres musulmanas. Sahgal, según él, "no tiene el monopolio de los derechos de la mujer". 

### Reacciones

#### A favor de Sahgal

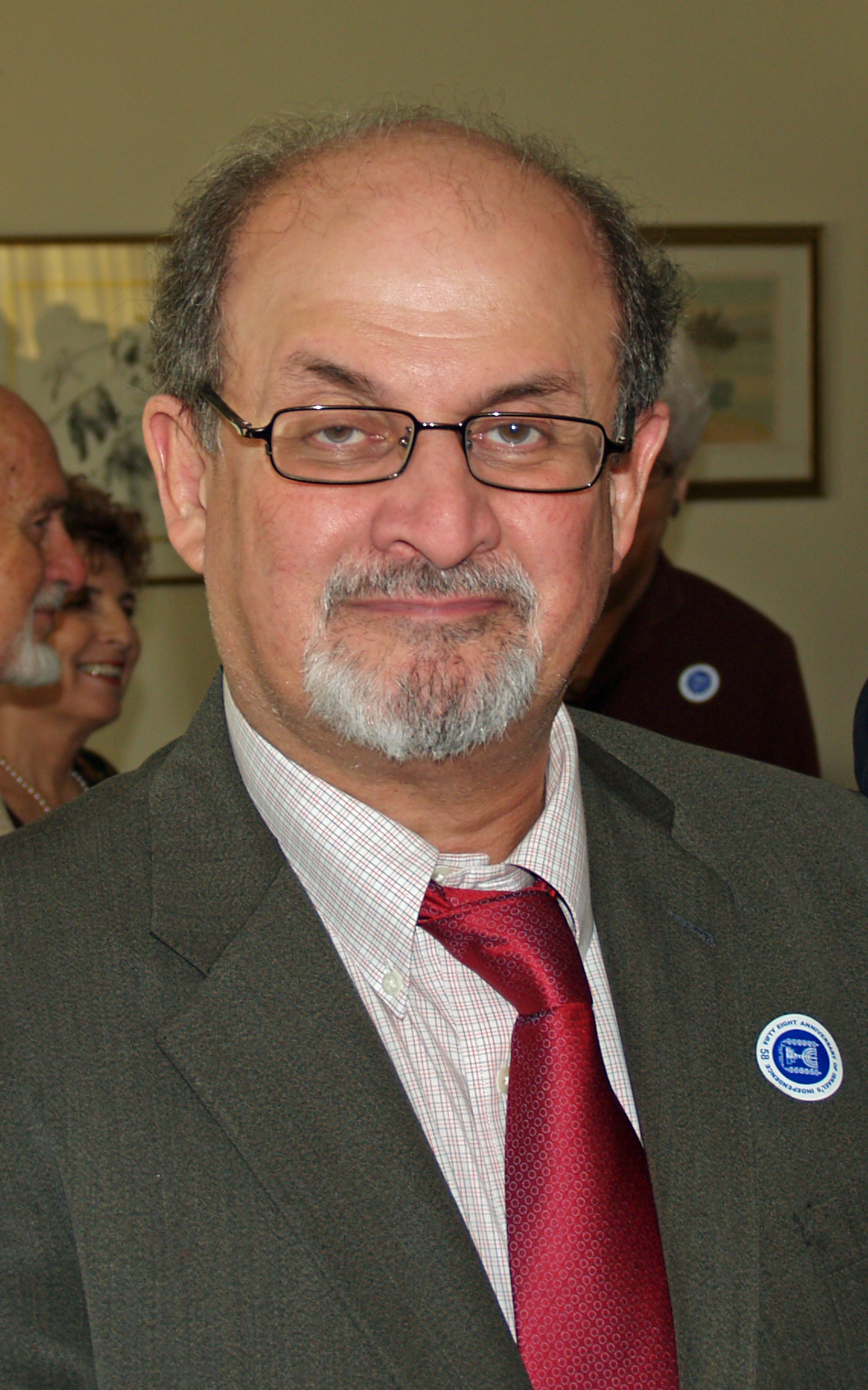
Salman Rushdie

Salman Rushdie dijo:
Amnistía... ha dañado su reputación de forma incalculable al aliarse con Moazzam Begg y su grupo Cageprisoners, y teniéndoles como defensores de los derechos humanos. Pareciera que la dirección de Amnistía está sufriendo una cierta quiebra moral, y que ha perdido la habilidad de distinguir lo correcto de lo erróneo. Además, ha agravado su error al suspender a la imponente Gita Sahgal for el delito de publicitar su preocupación. Gital Sahgal es una mujer absolutamente íntegra y distinguida... Precisamente son personas como Gita Sahgal las que son las verdaderas voces del movimiento en pro de los derechos humanos; Amnistía y Begg han revelado, con sus declaraciones y sus actos, que son merecedores de nuestro desprecio.
Denis MacShane, miembro del parlamento británico y exministro del gobierno laborista, escribió a Amnistía para protestar por la suspensión de Gita Sahgal: "una de sus investigadoras más respetadas porque cuestionó con razón el respaldo de Amnistía a Mozzam Begg, cuyas opiniones sobre los talibanes y sobre La yihad islamista está en total contradicción con todo aquello por lo que ha luchado Amnistía". Llamó "kafkiano" al hecho de que Amnistía, "la misma organización que se propuso defender los derechos humanos", amenazara la carrera de Sahgal por haber expuesto a la opinión pública "una ideología que niega los derechos humanos". 
En un artículo de The National Post, el escritor Christopher Hitchens dijo: "Es casi increíble que Amnistía brinde una plataforma a personas cuyas opiniones sobre esta cuestión son dudosas y es absolutamente vergonzoso que suspenda a una empleada de renombre por expresar sus profundas y sinceras dudas"; en The Independent, la periodista y activista de derechos humanos Joan Smith manifestó: "El error de Amnistía es simple y atroz", y en The Spectator el periodista Martin Bright dijo:" Es Gita Sahgal quien debería ser la favorita de la causa de derechos humanos, no Moazzam Begg", y la columnista Melanie Phillips escribió "su verdadero crimen ha sido exponer la extraordinaria simpatía de los 'liberales' blancos, comprometidos con los 'derechos humanos', por los yihadistas islámicos, que están comprometidos con la extinción de los derechos humanos". The Times (no relacionado con The Sunday Times) escribió: "En una inversión extraordinaria de su papel tradicional, Amnistía ha sofocado su propia y pequeña voz de la conciencia", y el periodista Nick Cohen escribió en The Observer "Amnistía está viviendo en un mundo inventado ... donde cree que los liberales son libres de formar alianzas con los defensores de los fascistas clericales que quieren hacer todo lo que esté en su poder para reprimir a los liberales, sobre todo a los musulmanes de mentalidad liberal". Antara Dev Sen escribió en Daily News and Analysis : "Fue una postura valiente, dado el temor a la corrección política que paraliza nuestro pensamiento y nos hace hacer todo lo posible hasta que casi nos derrumbamos... Suspender a Sahgal fue una respuesta instintiva antiliberal impropia de esta apreciada organización de derechos humanos ". Farrukh Dhondy escribió en su apoyo, en The Asian Age, al igual que The Herald (Escocia), la columnista y autora Mona Charen en The Daily Advertiser de Australia, el comentarista Jonathan Power en el Khaleej Times de Dubái, el periodista y autor Terry Glavin en el National Post, el columnista Rod Liddle en The Spectator, el columnista Jay Nordlinger en National Review y David Aaronovitch en una columna en The Times titulada "Cómo Amnistía Escogió al chico del cartel equivocado". La historiadora feminista Urvashi Butalia también habló en su apoyo. Douglas Murray escribió en The Telegraph que "Amnistía ya no es una organización que vale la pena escuchar, y mucho menos apoyar", y The Wall Street Journal escribió: "Es una lástima que un grupo que nació para dar voz a las víctimas de la opresión ahora se dedique a blanquear a los opresores ".

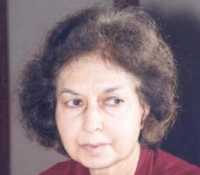
Madre de Sahgal, novelista Nayantara Sahgal

La madre de Sahgal, la novelista sobrina de Nehru, Nayantara Sahgal, dijo que estaba orgullosa de Gita: 
"por su muy correcta y audaz posición. Gita lleva dos años planteando el tema, pero dado que no había recibido respuesta alguna, decidió hacerlo público - lo cual fue muy valiente... Amnistía ha estado apoyando a Begg, legitimizándolo, haciendo de él un socio, y promocionando su viaje por Europa. Deberían, como mínimo, haber comprobado sus credenciales. Esta situación da a la organización mala reputación".
Una organización llamada Derechos Humanos para Todos se constituyó en su defensa. A ella se unieron muchos partidarios notables. 
The Observer escribió en abril de 2010 que Amnistía había pasado pocos momentos más difíciles desde su fundación en 1961, y Oliver Kamm escribió en The Times que "de forma desastrosa para sí misma y para aquellos que dependen de su apoyo, Amnistía ya no es amiga de la libertad".

#### Mixtas
The Sunday Times publicó extractos filtrados de un memorando interno del 10 de febrero de 2010 del director de Amnistía para Asia y el Pacífico, Sam Zarifi. En el memo, Zarifi señalaba que Amnistía había cometido un error al no dejar más claro que no apoyaban las opiniones de Begg. Zarifi decía que Amnistía "no siempre había distinguido suficientemente entre los derechos de los detenidos a no ser torturados y la validez de sus puntos de vista", agregando que la organización "no siempre aclaró que si bien defendemos los derechos de todos, incluidos los sospechosos de terrorismo, y lo que es más importante, víctimas del terrorismo: no defendemos sus opiniones” En una carta posterior a The Sunday Times, Zarifi decía que estaba de acuerdo con las acciones de Amnistía con respecto a Sahgal.
Amnistía decidió no contratar a Begg para sus campañas de Asia del Sur, Widney Brown dijo: "La opinión de Sam era que, no, no era la persona adecuada para [nuestras campañas de Asia del Sur]. Expresó su preocupación y fue escuchado". 

#### A favor de Begg

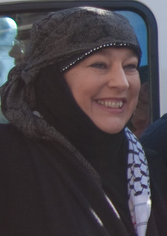
Yvonne Ridley

La periodista británica de Press TV, el canal de noticias en inglés con sede en Irán y mecenas de Cageprisoners, Yvonne Ridley, dijo que Begg estaba siendo "demonizado" y que era "un gran defensor de las mujeres y un promotor de sus derechos".
Victoria Brittain, excolaboradora de The Guardian y coautora de Enemy Combatant, escribió: "La Sra. Sahgal ha contribuido al clima actual de intolerancia e islamofobia en Gran Bretaña".
Andy Worthington, crítico del campo de detención de Guantánamo y amigo de Moazzam Begg, también hizo referencia a la islamofobia y luego defendió a Begg. Dijo: "Sé por experiencia personal que Moazzam Begg no es un extremista. Nos hemos reunido en numerosas ocasiones, hemos tenido varias conversaciones largas y hemos compartido plataformas juntos en muchos eventos".

## Obra (selección)

### Libros
- Refusing holy orders: women and fundamentalism in Britain, coeditora con Nira Yuval-Davis y colaboradora de Virago Press (1992), WLUML (2002), ISBN 1-85381-219-6

### Artículos
- Looking at class: film, television and the working class in Britain, Sheila Rowbotham, Huw Beynon, "Chapter: Struggle Not Submission", Rivers Oram Press, 2001, ISBN 1-85489-121-9
- Feminist postcolonial theory: a reader, Reina Lewis, Sara Mills, Capítulo: "Los usos del fundamentalismo", con Nira Yuval-Davis, Taylor & Francis, 2003, ISBN 0-415-94275-6
- The situated politics of belonging, Nira Yuval-Davis, Kalpana Kannabirān, Ulrike Vieten, "Chapter: Legislating Utopia? Violencia contra las mujeres: identidades e intervenciones ", SAGE, 2006, ISBN Ch1412921015